# Matthias Kahle
Matthias Kahle (ur. 4 marca 1969 w Görlitz) – niemiecki kierowca rajdowy. W swojej karierze zaliczył 8 występów w Rajdowych Mistrzostwach Świata. Był sześciokrotnym mistrzem swojego kraju i dwukrotnie wicemistrzem.
W 1999 roku Kahle zadebiutował w Rajdowych Mistrzostwach Świata. Pilotowany przez Dietera Schneppenheima i jadący Toyotą Corolla WRC zajął wówczas 8. miejsce w Rajdzie Portugalii. W 1999 roku zaliczył łącznie 4 rajdy w mistrzostwach świata. W Rajdzie Nowej Zelandii był 7., plasując się na najlepszym miejscu w swojej karierze.
Karierę rajdowca Kahle rozpoczął w 1993 roku za kierownicą Peugeota 205 GTI. Rok później został amatorskim mistrzem Niemiec (startował Renaultem Clio Williams). W 1994 roku zadebiutował w mistrzostwach Europy - w Rajdzie Niemiec (21. pozycja). W 1997 roku jadąc Toyotą Celiką GT-Four wywalczył swój pierwszy w karierze tytuł mistrza Niemiec. W latach 2000 i 2001 wywalczył ten tytuł jako kierowca Seata Córdoby WRC, w latach 2002 i 2004 - Škody Octavii WRC, a w 2005 roku - Škody Fabii WRC. W swojej karierze wygrał 15 rajdów o tytuł mistrza Europy, w tym jedyny o współczynniku 20, Rajd Niemiec (1998).
W 2004 roku Kahle zaczął także startować w rajdach terenowych. Wystartował w Rajdzie Dubaju, a w 2005 roku w Rajdzie Orientu. Z kolei w 2006 roku pojechał w Rajdzie Dakar samochodem Fast& Speed Buggy, jednak nie ukończył rajdu z powodu awarii. W 2009 roku zajął 15. miejsce w Rajdzie Dakar 2009.

## Występy w mistrzostwach świata
| Rok  | Rajd                   | Pilot                | Samochód           | Pozycja      |
| ---- | ---------------------- | -------------------- | ------------------ | ------------ |
| 1999 | Rajd Portugalii        | Dieter Schneppenheim | Toyota Corolla WRC | 8. miejsce   |
| 1999 | Rajd Grecji            | Dieter Schneppenheim | Toyota Corolla WRC | nie ukończył |
| 1999 | Rajd Nowej Zelandii    | Dieter Schneppenheim | Toyota Corolla WRC | 7. miejsce   |
| 1999 | Rajd Wielkiej Brytanii | Dieter Schneppenheim | Toyota Corolla WRC | 10. miejsce  |
| 2001 | Rajd Grecji            | Peter Göbel          | Seat Córdoba WRC   | nie ukończył |
| 2002 | Rajd Niemiec           | Peter Göbel          | Škoda Octavia WRC  | nie ukończył |
| 2003 | Rajd Niemiec           | Peter Göbel          | Škoda Octavia WRC  | 15. miejsce  |
| 2006 | Rajd Niemiec           | Peter Göbel          | Škoda Fabia WRC    | nie ukończył |